# 강원특별자치도지사
강원특별자치도지사(江原特別自治道知事)는 강원특별자치도의 행정 사무를 총괄하는 광역지방자치단체장이다.

## 역대 도지사 목록

### 일제강점기
| 호적   | 이름          | 한자 표기 | 취임             | 퇴임             | 비고                            |
| ------ | ------------- | --------- | ---------------- | ---------------- | ------------------------------- |
| 조선인 | 이규완        | 李圭完    | 1910년 10월 1일  | 1918년 9월 23일  | 강원도 장관                     |
| 조선인 | 원응상        | 元應常    | 1918년 9월 23일  | 1921년 8월 5일   | 장관, 1919년 8월부터 강원도지사 |
| 조선인 | 신석린        | 申錫麟    | 1921년 8월 5일   | 1923년 2월 26일  |                                 |
| 조선인 | 윤갑병        | 尹甲炳    | 1923년 2월 26일  | 1924년 12월 1일  |                                 |
| 조선인 | 박영철        | 朴榮喆    | 1924년 12월 1일  | 1926년 8월 14일  |                                 |
| 조선인 | 박상준        | 朴相駿    | 1926년 8월 14일  | 1927년 5월 18일  |                                 |
| 조선인 | 유성준        | 兪星濬    | 1927년 5월 18일  | 1929년 11월 28일 |                                 |
| 조선인 | 이범익        | 李範益    | 1929년 11월 28일 | 1935년 4월 1일   |                                 |
| 조선인 | 손영목        | 孫永穆    | 1935년 4월 1일   | 1937년 4월 1일   |                                 |
| 조선인 | 김시권        | 金時權    | 1937년 4월 1일   | 1939년 5월 17일  |                                 |
| 조선인 | 윤태빈        | 尹泰彬    | 1939년 5월 17일  | 1940년 9월 2일   |                                 |
| 내지인 | 다카오 진조   | 高尾 甚造 | 1940년 9월 2일   | 1941년 11월 19일 |                                 |
| 내지인 | 야규 시게오   | 柳生 繁雄 | 1941년 11월 19일 | 1943년 12월 1일  |                                 |
| 조선인 | 나카하라 고준 | 中原 鴻洵 | 1943년 12월 1일  | 1945년 6월 16일  | 유홍순(劉鴻洵)에서 개명         |
| 조선인 | 손영목        | 孫永穆    | 1945년 6월 16일  | 1945년 8월 15일  | 광복                            |

### 강원도지사
| 선출 방식 | 대수     | 이름                        | 임기                             | 비고                           |
| --------- | -------- | --------------------------- | -------------------------------- | ------------------------------ |
| 관선      | 초대     | 손영목(孫永穆)              | 1945년 8월 16일~1945년 9월 19일  | 조선총독부 최후의 강원도지사   |
| 관선      | 2대      | 김상용(金尙鎔)              | 1945년 9월 20일~1945년 9월 27일  |                                |
| 관선      | 3대      | 손영목(孫永穆)              | 1945년 9월 28일~1945년 10월 17일 |                                |
| 관선      | 4대      | 칼 쯔워만(Carl H. Zwermann) | 1945년 10월 18일~1945년 12월 1일 | 미육군 현역 중령               |
| 관선      | 5대      | 칼 쯔워만(Carl H. Zwermann) | 1945년 12월 2일~1946년 2월       | 미육군 현역 중령               |
| 관선      | 대리     | 박건원(朴建遠)              | 1946년 1월 19일~1947년 2월 14일  |                                |
| 관선      | 6대      | 박건원(朴建遠)              | 1947년 2월 15일~1947년 7월 9일   |                                |
| 관선      | 7대      | 서민호(徐敏鎬)              | 1947년 7월 10일~1947년 8월 20일  |                                |
| 관선      | 권한대행 | 이재학(李在鶴)              | 1947년 8월 21일~1947년 9월       |                                |
| 관선      | 8대      | 조문영(趙文泳)              | 1947년 9월~1947년 9월 11일       |                                |
| 관선      | 서리     | 이재학(李在鶴)              | 1947년 9월 12일~1947년 11월 22일 |                                |
| 관선      | 대리     | 이정규(李晶珪)              | 1947년 11월 23일~1947년 12월 1일 |                                |
| 관선      | 9대      | 이정규(李晶珪)              | 1947년 12월 2일~1948년 7월 26일  |                                |
| 관선      | 10대     | 이정규(李晶珪)              | 1948년 7월 27일~1948년 10월 18일 | 정부 수립 후 최초의 강원도지사 |

| 선출 방식 |  | 대수       | 이름           | 임기                              | 정당                                                                                                   | 도정구호                                              | 도정방침 |
| --------- |  | ---------- | -------------- | --------------------------------- | --- | ----------------------------------------------------- | --- |
| 관선      |  | 초대       | 이종현(李鍾賢) | 1948년 10월 18일~1949년 2월 23일  | |                                                       | |
| 관선      |  | 권한대행   | 강치봉(姜致奉) | 1949년 2월 23일~1949년 6월 17일   | |                                                       | |
| 관선      |  | 2대        | 양성봉(梁性奉) | 1949년 6월 17일~1949년 11월 15일  | |                                                       | |
| 관선      |  | 3대        | 최규옥(崔圭鈺) | 1949년 11월 17일~1954년 7월 16일  | |                                                       | 결전 체제 확립, 전시도로 정비, 장정 문맹 퇴치, 전재 복구, 식량 증산, 산림 녹화 |
| 관선      |  | 임시대리   | 김선양(金善亮) | 1949년 11월 28일~1949년 12월 1일  | |                                                       | |
| 관선      |  | 4대        | 최헌길(崔獻吉) | 1954년 7월 16일~1956년 5월 25일   | |                                                       | 지위 쇄신, 도정 강화, 교육 재건, 전화 복구, 산업 진흥, 산림 녹화, 치안 확보 |
| 관선      |  | 5대        | 김장흥(金將興) | 1956년 5월 26일~1958년 7월 26일   | | 오로지 공심으로                                       | 관기 확립, 행정 강화, 교육 재건, 재해 복구, 산업 증강, 산림 조성, 치안 확보 |
| 관선      |  | 권한대행   | 김동선(金東善) | 1958년 7월 26일~1958년 9월 2일    | |                                                       | |
| 관선      |  | 6대        | 서정학(徐廷學) | 1958년 9월 2일~1959년 5월 13일    | |                                                       | |
| 관선      |  | 7대        | 홍창섭(洪昌燮) | 1959년 5월 13일~1960년 4월 30일   | | 붉은 땅을 없애자                                      | 국권 수호, 민의 창달, 자원 조성 |
| 관선      |  | 8대        | 심상대(沈相大) | 1960년 5월 1일~1960년 6월 30일    | |                                                       | |
| 관선      |  | 9대        | 유기준(兪棋濬) | 1960년 7월 1일~1960년 10월 7일    | |                                                       | |
| 관선      |  | 10대       | 이창근(李昌根) | 1960년 10월 7일~1960년 12월 28일  | |                                                       | |
| 민선      |  | 11대       | 박영록(朴永綠) | 1960년 12월 29일~1961년 5월 24일  | 민주당                                                                                                 |                                                       | |
| 관선      |  | 12대       | 이규삼(李圭三) | 1961년 5월 24일~1961년 8월 25일   | |                                                       | |
| 관선      |  | 13대       | 이용(李龍)     | 1961년 8월 25일~1963년 12월 16일  | | 희망의 마을 건설                                      | 혁명 과업의 과감한 실천, 도개발 사업의 추진 |
| 관선      |  | 직무대리   | 김효영(金孝榮) | 1963년 12월 16일~1963년 12월 19일 | |                                                       | 도 기획조정관으로 직무대리 |
| 관선      |  | 14대       | 박경원(朴敬遠) | 1963년 12월 19일~1969년 2월 17일  | | 산으로 가자, 바다로 가자                              | 구국 신조의 확립, 산업 개발의 진흥, 사회 복지의 증진, 향토 문화의 진작, 봉사 경찰의 구현 |
| 관선      |  | 15대       | 엄병길(嚴炳吉) | 1969년 2월 17일~1971년 6월 12일   | | 알찬 새 강원 건설                                     | 도민의 참뜻을 이룩하자, 도민의 살림을 살찌우자 규모있게 건설하여 내 고장 빛내자, 알차고 실리적인 과학행정 구현하자, 힘차고 빈틈없이 내 마을 지키자 |
| 관선      |  | 16대       | 정상천(鄭相天) | 1971년 6월 12일~1971년 12월 12일  | | 참신하고 건설한 강원건설                              | 효율적인 소득증대, 종합적인 지역개발, 항구적인 사회복지, 총력적인 방위태세 |
| 관선      |  | 17대       | 최종완(崔鍾完) | 1971년 12월 13일~1973년 1월 15일  | | 새마음과 슬기로 푸른강원 이룩하자                     | 정성어린 마음으로 내마을 지키자, 스스로 일하고 서로도와 개발하자, 슬기로운 지혜로 우리살림 늘리자 |
| 관선      |  | 18대       | 정석모(鄭石模) | 1973년 1월 16일~1973년 10월 20일  | | 200만의 전진이다, 대강원 건설하자                     | 총화로 유신, 증거로 봉사, 창의로 개발 |
| 관선      |  | 19대       | 박종성(朴鍾星) | 1973년 10월 20일~1978년 2월 15일  | | 80년대 앞당기는 우리강원 건설하자                     | 실천하는 총화유신, 충직으로 책임봉사, 근검에서 향토개발 |
| 관선      |  | 20대       | 김무연(金武然) | 1978년 2월 15일~1978년 12월 15일  | |                                                       | |
| 관선      |  | 21대       | 김성배(金城培) | 1978년 12월 26일~1981년 4월 7일   | | 총화강원 풍요한 전진                                  | 총화행정의 구현, 생활복지의 증진, 지역개발의 촉진 |
| 관선      |  | 22대       | 박종문(朴鍾汶) | 1981년 4월 8일~1982년 5월 20일    | | 200만의 화합전진 복지 새강원 건설                     | 총화로 사회안정, 근면으로 소득증대, 창의로 지역개발, 봉사로 복지구현 |
| 관선      |  | 권한대행   | 한석용(韓錫龍) | 1982년 5월 20일~1982년 5월 25일   | |                                                       | |
| 관선      |  | 23대       | 김형배(金亨培) | 1982년 5월 25일~1984년 10월 10일  | |                                                       | 위민행정의 구현, 생활복지의 향상, 발전기반의 확충, 강원문화의 창달 |
| 관선      |  | 24대       | 김주호(金周浩) | 1984년 10월 10일~1985년 2월 21일  | | 200만의 힘찬전진, 강원도약 앞당기자                   | 친절봉사 신뢰구축, 부존자원 중점개발, 도민화합 지역안정, 전통문화 향토발전 |
| 관선      |  | 25대       | 김영진(金永鎭) | 1985년 2월 21일~1988년 5월 19일   | | 2000년대는 강원의 시대                                | 화합안정의 정착, 신뢰기반의 확보, 개발역량의 확충, 발전기상의 진작 |
| 관선      |  | 26대       | 이상룡(李相龍) | 1988년 5월 20일~1990년 12월 27일  | | 200만 힘모아 2000년대 앞당기자                        | 뜻모아 화합안정, 슬기로 소득증대, 골고루 지역개발, 다같이 복지향상 |
| 관선      |  | 27대       | 한석용(韓錫龍) | 1990년 12월 28일~1993년 3월 3일   | | 2000년대 제1강원건설                                  | 안정기조의 정착, 자치역량의 제고, 생산소득의 증대, 균형개발의 촉진 |
| 관선      |  | 28대       | 함종한(咸鍾漢) | 1993년 3월 30일~1993년 12월 27일  | | 희망의 터전 다시 찾는 강원도                          | 깨끗한 봉사행정, 균형된 지역개발, 땀흘려 소득증대, 건강한 사회복지 |
| 관선      |  | 29대       | 이상룡(李相龍) | 1993년 12월 28일~1995년 3월 29일  | | 2000년대 제1강원                                      | 화합기반의 조성, 지역소득의 증대, 균형개발의 촉진, 복지사회의 구현 |
| 관선      |  | 30대       | 안경진(安慶鎭) | 1995년 3월 30일~1995년 6월 30일   | | 2000년대 제1강원                                      | 공명선거, 참된봉사, 소득개발, 도민화합 |
| 민선      |  | 31대       | 최각규(崔珏圭) | 1995년 7월 1일~1998년 6월 30일    | 자유민주연합(1995~1996) 신한국당(1996~1997) 한나라당(1997~1998) 무소속(1998)                           | 살맛나는 강원건설                                     | 깨끗한 열린도정, 성실한 봉사행정, 활기찬 지역개발, 따뜻한 복지사회 |
| 민선      |  | 32·33·34대 | 김진선(金振兟) | 1998년 7월 1일~2010년 6월 30일    | 한나라당                                                                                               | 변화의 새바람 강원도 세상 강원도 중심 강원도 세상     | - 개성과 활력이 넘치는 강원도정 - 경영행정의 실천, 신산업의 육성, 환경친화적 개발, 사회복지의 구현, 지역문화의 창조 강원경제를 도약시키고, 환경가치를 높여나가며 사회복지 수준을 향상하고, 강원도적 문화를 창달하며, 깨끗하고 열린 자치를 실현 - 뉴 스타트 강원 - 경제 선진도, 삶의 질 일등도 실현 |
| 민선      |  | 권한대행   | 강기창(姜基昌) | 2010년 7월 1일~2010년 9월 2일     | |                                                       | |
| 민선      |  | 35대       | 이광재(李光宰) | 2010년 9월 3일~2011년 1월 27일    | 민주당                                                                                                 | 행복한 대한민국! 강원도에서 시작합니다                | - 대륙국가로 가는 전진기지, 강원도 - 일자리는 행복 1순위, 교육은 희망 1순위, 복지는 효도 1순위 |
| 민선      |  | 권한대행   | 강기창(姜基昌) | 2011년 1월 28일~2011년 4월 27일   | |                                                       | |
| 민선      |  | 36·37·38대 | 최문순(崔文洵) | 2011년 4월 28일~2022년 6월 30일   | 민주당(2011) 민주통합당(2011~2013) 민주당(2013~2014) 새정치민주연합(2014~2015) 더불어민주당(2015~2022) | 소득 2배, 행복 2배 하나된 강원도 평화와 번영 강원시대 | |
| 민선      |  | 39대       | 김진태(金鎭台) | 2022년 7월 1일~2023년 6월 10일    | 국민의힘                                                                                               | 새로운 강원도! 특별 자치시대!                         | |

### 강원특별자치도지사
| 선출 방식 |  | 대수 | 이름           | 임기              | 정당     | 도정구호                    | 도정방침 |
| --------- |  | ---- | -------------- | ----------------- | -------- | --------------------------- | -------- |
| 민선      |  | 39대 | 김진태(金鎭台) | 2023년 6월 11일 ~ | 국민의힘 | 새로운 강원! 특별 자치시대! |          |

## 같이 보기
- 강원특별자치도지사 선거
- 강원특별자치도청
- 강원특별자치도 부지사
- 강원도지사 (일제 강점기)